# Tetracanthella bipartita
Tetracanthella bipartita är en urinsektsart som beskrevs av Cassagnau 1959. Tetracanthella bipartita ingår i släktet Tetracanthella och familjen Isotomidae. Inga underarter finns listade i Catalogue of Life.